# Robert Gadocha
Robert Gadocha (Krakau, 10 januari 1946) is een Pools voormalig voetballer die als middenvelder speelde.
Gadocha brak door bij Legia Warschau en speelde in Frankrijk voor FC Nantes voor hij naar de Verenigde Staten trok waar hij ook na zijn loopbaan bleef wonen. Met het Pools voetbalelftal werd hij in 1972 olympisch kampioen en derde op het wereldkampioenschap voetbal 1974.